# 小十月党人

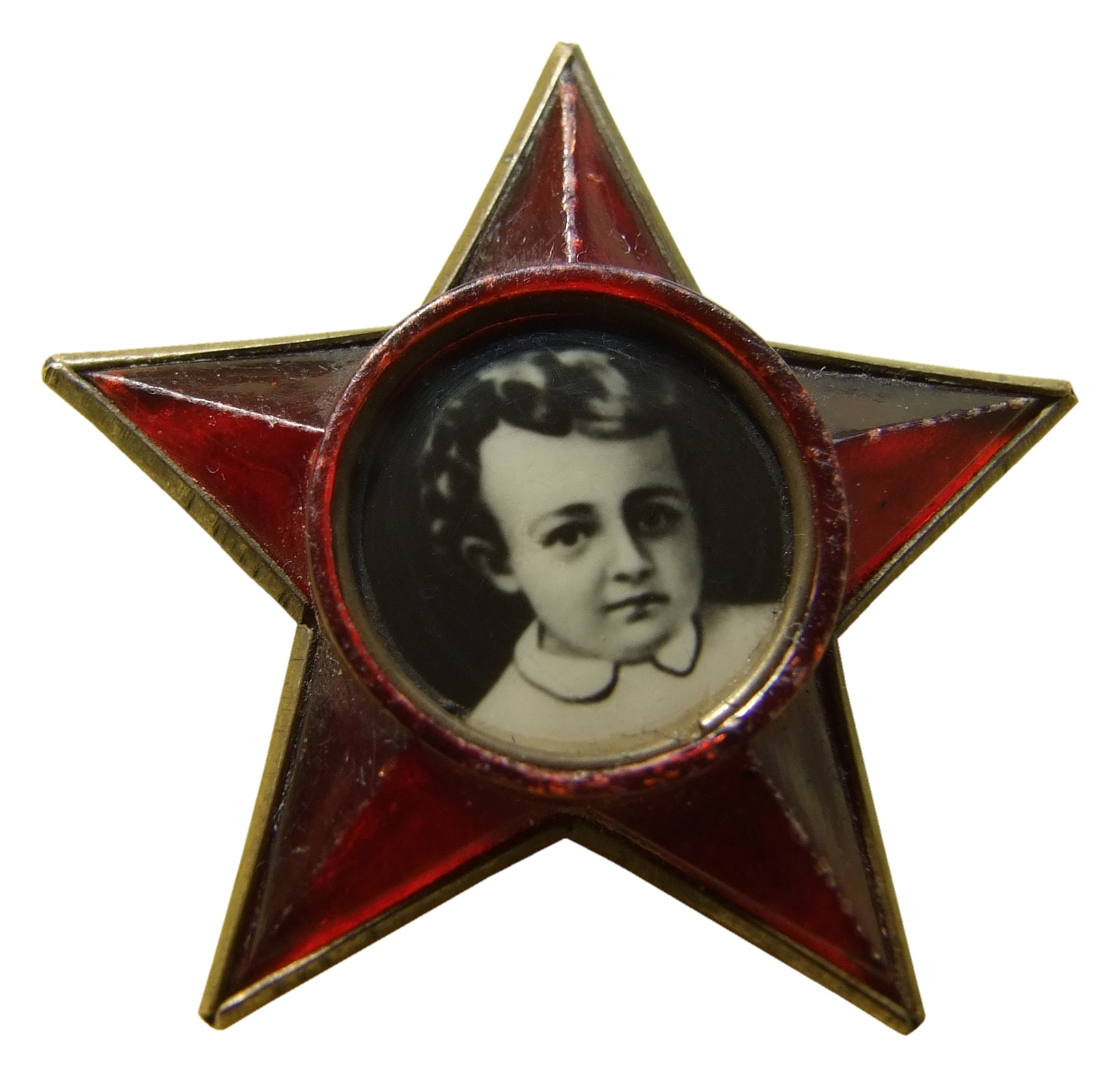
小十月党人徽章

小十月党人（羅馬化：oktyabryata）是苏联为小学一年级至三年级学生设立的组织，最早出现于1923年。小十月社的成员在9岁（三年级）之后，通常会加入弗拉基米尔·列宁全联盟先锋组织。
小十月党人按年级进行组织，每个年级组成1个小组。每个小组分为5人一组的“小星星”小队。小十月党人的每个小组都由弗拉基米尔·列宁全联盟先锋组织分队中的一名少先队员领导。每个小十月党人成员佩戴一枚红宝石色的五角星徽章，徽章上刻有童年时期的列宁肖像。该组织的象征是小红旗。